# Bouna-Peulh
Pour les articles homonymes, voir Bouna.
Bouna-Peulh est une localité située dans le département de Namissiguima de la province du Yatenga dans la région Nord au Burkina Faso.

## Santé et éducation
Le centre de soins le plus proche de Bouna-Peulh est le centre de santé et de promotion sociale (CSPS) de Namissiguima tandis que le centre hospitalier régional (CHR) se trouve à Ouahigouya.
Le village possède une école primaire publique, ce qui est assez rare pour une petite localité peulh.